# Саудијска Арабија
Саудијска Арабија (арап. السعودية), званично Краљевина Саудијска Арабија (арап. المملكة العربية السعودية), држава је у југозападној Азији. Налази се у средишту Блиског истока и покрива велики део Арабијског полуострва. Граничи се на западу са Црвеним морем, на северу са Јордан, Ираком и Кувајтом, на истоку са Персијским заливом, Бахреином, Катаром и Уједињеним Арапским Емиратима, на југоистоку са Оманом и на југу са Јеменом. Главни и највећи град је Ријад, а следи га Џеда, као и два најсветија града у исламу: Мека и Медина.
Преисламска Арабија, која чини данашњу Саудијску Арабију, била је место неколико древних култура и цивилизација. Ислам се појавио на територији данашње Саудијске Арабије почетком 7. века. Исламски пророк Мухамед ујединио је становништво Арабијског полуострва и створио јединствену исламску верску заједницу. Након његове смрти 632. године, његови следбеници су проширили муслиманску власт ван Арабије. Арапске династије које потичу из данашње Саудијске Арабије основале су Рашидунски (632—661), Омејадски (661—750), Абасидски (750—1517) и Фатимидски калифат (909—1171). Данашњу Саудијску Арабију је 1932. године основао краљ Ибн Сауд, који је ујединио бројне области након низа освајања, почевши од 1902. године заузимањем Ријада.
Саудијска Арабија се сматра и регионалном и средњом силом. Од открића нафте из 1938, постала је један од највећих произвођача нафте на свету. Једина је арапска земља међу Г20. Привреда Саудијске Арабије је највећа на Блиском истоку. Са својом зависношћу од стране радне снаге, Саудијска Арабија има трећу највећу имигрантску популацију на свету. Њени становници су међу најмлађим људима на свету, а приближно половина њих је млађа од 25 година. Саудијска Арабија је чланица бројних међународних организација, међу којима су Савет за сарадњу арапских држава залива, Уједињене нације, Организација исламске сарадње, Арапска лига и ОПЕК, као и партнер у дијалогу Шангајске организације за сарадњу.

## Географија
Краљевина заузима око 80% територије полуострва и лежи између 16° и 33° северне географске ширине и између 34° и 56° источне географске дужине. Године 2000. Саудијска Арабија и Јемен су склопили договор о разграничењу Велики део границе са јужним комшијама, Уједињеним Арапским Емиратима и Оманом, још увек није прецизно одређен нити маркиран, тако да тачна величина земље још увек није позната. Саудијске власти наводе површину од 2.217.949 km². Други извори дају податке који се крећу између 1.960.582 km² и 2.240.000 km². Земља се обично рангира као 13/14. по величини у свету.
Географијом Саудијске Арабије доминира Арабијска пустиња и суседне полупустиње и жбунотвите степе. Више од девет десетина територије заузима пустиња, укључујући највећу непрекидну површину под песком на Земљи, Руб ел Хали. У држави нема река или језера, али зато су вадији бројни. Мало обрадивих површина се налази у алувијалним наносима у вадијима, басенима и оазама. Главна топографска одлика је централна висораван, са планинама које се уздижу високо из уског низијског појаса уз Црвено море. Главни планински ланци су Хиџаз и Асир са највишим врхом Саудом (3.133 m). Овај део је познат као најзеленији и део с најсвежијом климом у Арабији. Са источне стране планина терен се полако спушта до западног приобаља уз Персијски залив и граница са УАЕ и Оманом. У центру је зараван Нејд. На југу лежи негостољубива пустиња „Руб ел Кали” (Празни ћошак) у којој готово уопће нема живота.
Саудијска Арабија нема сталних река или језера. Њена обала је дуга око 2.640 km.

### Флора и фауна
Локалне животиње укључују: ибексе (планинске дивокозе), дивље мачке, бабуне, вукове и хијене у брдским и планинским крајевима. Мале птице живе у оазама. Обалски дио Црвеног мора је богат коралима и бројним морским врстама.

### Клима
Екстремна врућина и безводност су карактеристике већег дела Саудијске Арабије. То је једно од неколико подручја у свету где температуре достижу од преко 50 °C; док је највећа забележена температура 51,7 °C. Зими се повремено појављују мраз или снег у унутрашњости или на већим надморским висинама, међутим то се дешава свега једном или два пута у деценији. Најнижа забележена температура је −12 °C у Тураифу. Просечне зимске (јануар) температуре се крећу у распону 8—20 °C у градовима у унутрашњости, попут Ријада, док су у Џеди и на обали Црвеног мора износи 19—29 °C. С друге стране, просечне летње температуре (јул) износе 27—43 °C у Ријаду, односно 27—38 °C у Џеди. Ноћу се температуре у пустињама у унутрашњости спуштају на изузетно ниске вредности, а дању пустињски песак повећава Сунчеву топлоту.
Годишња количина кише у просеку креће од 20 до 40 cm. Јужни делови кишу добијају повремено, захваљујући деловању југозападних монсуна. У планинама зими понекад пада снег. У унутрашњости земље температуре су углавном више, а дуж обале влажност ваздуха је преко 90%. Годишња количина падавина износи око 100 mm у Ријаду (углавном у периоду од јануара до маја), док је у Џеди око 54 mm (углавном у периоду од новембра до јануара). Изненадни пљускови могу довести до јаких бујица у вадијима (сувим коритима).

## Историја
Осим малог броја градских трговачких насеља, као што су Мека и Медина, која се налази у Хеџазу на западу Арабијског полуострва, већи део данашње Саудијске Арабије су биле негостољубиве пустиње која су насељавала номадска племенска друштва. Оснивач ислама Мухамед је рођен у Меки око 570. Почетком 7. века, Мухамед је ујединио бројна племена широм полуострва и створио јединствену исламску верску заједницу. Након његове смрти 632, његови следбеници су брзо проширили територију под муслиманском владавином изван Арабије, освајајући огромна пространства (од Иберијског полуострва на западу до данашњег Пакистана на истоку) у року од неколико деценија. На тај начин Арабија је ускоро постала политички периферни регион у муслиманском свету како се фокус померао на развијеније заузете земље. Од 10. века до почетка 20. века, Меку и Медина били под контролом локалних арапских владара, који су носили титуле шариф Меке, али је већи део овог периода шариф дуговао верност владару једног од највећих исламских царстава са престоницама у Багдаду, Каиру или Истанбулу. Већи део остатка данашње Саудијске Арабије се вратио на традиционалну племенску управу.
У стара времена домаћи и страни владари борили су се за превласт над овом облашћу. Године 1517. Османско царство успоставило је власт над већим делом полуострва.
Исламски верски реформатор Мухамед ибн Абд ел Вахаб удружио је око 1750. снаге с владаром места Дираџа у средишњој Арабији, Мухамадом ибн Саудом, чији су наследници до почетка 19. века с потпором широких слојева поборника новог верског вође освојили већину Арапског полуострва. Веза династије Сауд с вахабском интерпретацијом ислама остаће једно од кључних обележја саудијске државе и у будућности.
Нова арапска сила побудила је реакцију својих моћних сусједа, Османског царства и његовог савезника Египта који су 1818. уништили прву саудијску државу. Убрзо је уследила обнова, али друга држава подлегла је унутрашњим сукобима и ратовима са суседима 1891.
Модерну Саудијску Арабију основао је Абдулазиз ибн Абдул-Рахман, а на Западу познат као Ибн Сауд, који је 1902. започео да окупља традиционалне породичне земље комбинацијом оружаних сукоба и веште дипломације. Саудијска Арабија била је под Британским протекторатом од 1915. до 1927. Уједињено Краљевство, тада најзначајнија сила на Блиском истоку, признало је независност Саудове краљевине 1927, а 1932. Хиџаз и Неџд (средишњи део Арапског полуострва) и формално су уједињени у Краљевину Саудијску Арабију.

### Након уједињења
Политички успеси нису били праћени економским све док нису откривена нафтна налазишта у марту 1938. године. Развојни програми искориштавања налазишта су прекинути Другим светским ратом 1939. године, да би били поново покренути 1946. године, а производња је достигла пуне капацитете 1949. године. Нафта је обезбедила економски просперитет земље и ојачала њену позицију у свету. На међународном плану Саудијска Арабија балансира између добрих односа с државама Запада и оданости заједничким арапским циљевима. Саудијско друштво је још је увек у великој мери конзервативно и значајан утицај имају исламске верске вође (улема).
После Абдул Азизове смрти 1953. године трон је преузео његов син Сауд, који је владао до 1964. године, да би га наслиједио Фајсал. Унутарпородична ривалства су довела до убиства Фајсала од стране његовог нећака принца Фајсал ибн Мусаида 1975. године. Након убиства престо је преузео краљ Кхалид који је владао седам година и био наслеђен од краља Фахда 1982. године. Фахд је умро 2005. године а наследио га је његов полубрат Абдула, тренутни владар Саудијске Арабије.
Од Другог светског рата па наовамо, владари ове династије подржавају Палестинце и одржавају блиске везе са САД. Године 2000. Саудијска Арабија и Јемен решили су дуготрајан спор око границе.

## Саобраћај
Мрежа железничких пруга дуга је 1.392 km, а мрежа путева 152.044 km, од чега је 45.461 km асфалтирано. Мрежом саобраћајница Ријад је повезан са обалом, Јеменом, Кувајтом и Јорданом.

## Привреда
Привреда Саудијске Арабије је базирана на нафти. Она је највећи произвођач нафте међу земљама чланицама ОПЕК-а и трећи произвођач нафте у свету. Резерве Саудијске Арабије чине једну четвртину укупних светских залиха нафте. Отприлике 75% буџета се пуни приходима од извоза нафте. Нафтна индустрија учествује са 45% у друштвеном производу Саудијске Арабије. Ова држава има службено залихе нафте у износу 260 милијарди барела, што је 24% свјетских резерви. Осим нафте, производи се земни гас, гипс, урма, пшеница и десалинизована вода.
Пораст цена нафте у годинама 2008—2009 је започео други нафтни „бум”, остварујући вишак у буџету од 28 милијарди америчких долара. Акције компанија су знатно добиле на вредности.
Привреда Саудијске Арабије је 13. у свету по компетитивности. Улажу се веома велика средства да привреда постане више разнолика. У току је рекордан пораст кориштења персоналних компјутера, захваљујући дерегулацији. Државни систем осигурава ученицима и студентима бесплатно образовање, књиге и здравствену заштиту, и отворена је свим Саудијцима. Преко 25% годишњег државног буџета се издваја за образовање, укључујући и издвајања за професионалну оријентацију. Саудијска Арабија је једна од неколико најбрже растућих економија у свету, са приходом по становнику од 20.700 амерички долара (2007).

## Административна подела
Саудијска Арабија је подељена на 13 провинција:
1. Ел Баха
2. Северна граница
3. Ел Џауф
4. Ел Медина
5. Ел Касим
6. Ријад
7. Источна провинција
8. Асир
9. Хаил
10. Џизан
11. Мека
12. Наџран
13. Табук

## Политичко уређење
Централна институција власти земље је Саудијска монархија. У закону усвојеном 1992. године наведено је да је Саудијска Арабија монархија под влашћу синова и унука првог краља Абдулазиза ибн Сауда.
Куран представља устав земље, а врховни закон чини шеријат (исламски закон базиран на Курану). Неке западне организације процењују да је режим ове државе девети по реду најтоталитарнији режим у свету.
Не постоје признате политичке странке нити избори, изузев локалних избора одржаних 2005. године на којима су право гласа имали само мушкарци. Краљева власт је теоретски ограничена шеријатом и неким локалним традицијама. Он такође мора имати подршку остатка Саудијске фамилије, улеме (верских лидера) и других важних група саудијског друштва.
Саудијска влада подржава ислам финансирајући џамије и школе Курана широм света. Водећи људи краљевске породице бирају краља из редова једног од својих припадника, уз одобрење улеме.

## Становништво
Велики дио копна се састоји од слабо насељених пустиња и полупустињских регија; на тим подручјима се углавном налазе Бедуини. У наведеном делу земље вегетација је ограничена на коров и грмље. Мање од 2% земље чини обрадива површина. Насељена места су углавном концентрисана уз источне и западне обале, те на пар густо насељених оаза у унутрашњости као што су Хофуф и Бурахда. Неке области, попут пустиње Руб ел Кали и Арабијске пустиње, уопште нису насељене, иако се због потреба индустрије нафте планира изградња насеља и у тим деловима земље. Становништво је концентрисано у градовима на западној обали и њеном залеђу (Џеда, Мека, Медина), главном граду Ријаду у средишту земље, као и на источном приобаљу гдје је лоцирана већина нафтних извора (Дамам, Хуфуф, Дахран).
Ислам је религија скоро целокупног домаћег становништва и једини има службено признање. Саудијска Арабија је колевка ове вере и у земљи се налазе два најважнија исламска светишта, Мека и Медина. Арапски односно његов локални дијалект је језик већине становништва. Велик број становника (око 6 мил.) су страни држављани на раду у индустрији нафте и у другим секторима привреде.

## Култура
Култура Саудијске Арабије је утемељена на исламским и племенским вредностима. Мека и Медина су главни културни центри у држави. Викенд обухвата петак и суботу.
„Ел Ардха” је државни национални фолклорни плес, а то је игра са мачевима, базирана на бедуинској традицији. „Ел сихба” је фолклорна музика, пореклом из Андалузије. У градовима Мека, Медина и Џеда, веома је популаран инструмент „мизмар”, налик на обоу. „Самри” је популарна форма традиционалне музике, која укључује и модерни арапски инструмент „оуд”.
Облачење прати стриктно принципе „хиџаба”, што је исламски одраз једноставности, посебно у облачењу. Облачење је прилагођено климатским условима. Одећа се састоји од традиционалних одевних предмета.
Модерни Саудијски писци су: Абдул Рахман Муниф, Јосеф ел Мохајмид, Абду Кал, Али ел Домаини, Ахмед Абодехман, Абдула ел Квасеми

## Спорт
Мушкарци се често баве спортом. Жене ретко учествују у спортским активностима, најчешће у дворанама. Фудбал је најпопуларнији спорт. Саудијска Арабија учествује на Летним Олимпијадама. Фудбалска репрезентација Саудијске Арабије учествује у такмичењима која су под окриљем ФИФА-е. Поједини популарни фудбалери су: Маџед Абдула, Мохамед ел Деајеа, Сами ел Џабер, Саид ел Увајран и Фахад ел Биши.

## Војска
Саудијско Министарство одбране и авијације је задужено за управљање војним снагама Саудијске Арабије. Оно је такође задужено за изградњу цивилних аеродрома и војних база, као и за метеорологију.
Оружане снаге су састављене од: Армије, морнарице, ваздухопловства, противваздушне одбране, Националне гарде, Краљевске заштитне регименте, и специјалних снага.
Саудија има своју војну индустрију. Војни буџет је у износу од 38 милијарди америчких долара.
У оквиру Министарства унутрашњих послова се налазе: полиција, граничари, обалска стража и „Ел Муџахедин”.